# Piano Concerto số 1 (Mendelssohn)

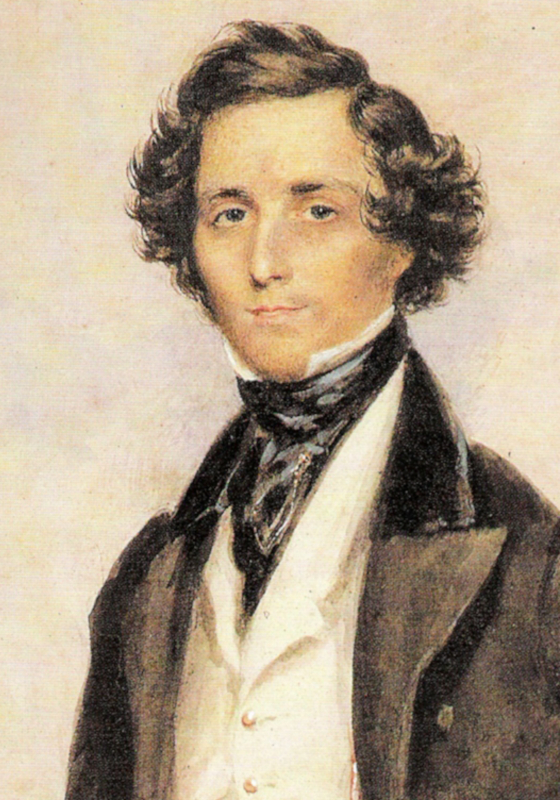
Chân dung Mendelssohn, 1839

Piano Concerto số 1 giọng Son thứ, op.25 của Mendelssohn được viết trong năm 1830-1831, cùng khoảng thời gian với bản giao hưởng thứ tư "Italy" và được ra mắt trong tháng 10 năm 1831 tại Munich. Concerto này được sáng tác trong chuyến du lịch đến Ý sau khi tác giả gặp một nghệ sĩ piano tại Munich.
Trước đó Mendelssohn đã viết một piano concerto giọng La thứ với dàn nhạc dây (1822) và hai concerto cho hai piano (1823-1824).

## Nhạc khí
Concerto được viết cho piano độc tấu, flute, oboe, clarinet giọng Si, bassoon, kèn cor giọng Rê, trumpet giọng Rê, timpani và bộ dây.

## Cấu trúc
Ba chương gắn kết sử dụng nhiều kĩ thuật về hình thức khá mới lạ trong thời lượng ngắn của mình — ví dụ như piano bắt đầu rất sớm sau phần tutti ngắn mở đầu của dàn nhạc trong chương một. Concerto nhanh chóng nhận được sự nổi tiếng, và chứa nhiều đoạn ứng tác, một trong những nét đặc biệt của Mendelssohn.
Một buổi biểu diễn trung bình có thời lượng khoảng 20 phút.

### Molto allegro con fuoco
Piano bắt đầu rất sớm chỉ sau vài ô nhịp giới thiệu của dàn nhạc. Các concerto thời kì Cổ điển luôn bắt đầu bằng đoạn giới thiệu của dàn nhạc trước, vì nhiều lý do, độ dài và mục đích của những đoạn giới thiệu này được biến đổi, một vài đưa ra những gợi ý để tiếp tục đi theo, một số đưa ra tất cả các chất liệu và chủ đề của concerto, nhưng không có cái nào quá ngắn như ở concerto này, do đó, đây là một trong những concerto đầu tiên của thời kì Lãng mạn (Một vài ngoại lệ như piano concerto số 9 Jeunehomme của Mozart và các piano concerto số 4 và số 5 của Beethoven, piano bắt đầu sớm nhưng sau đó lại như thường lệ, nghệ sĩ độc tấu im lặng và dàn nhạc giới thiệu). Toàn bộ phần còn lại của tác phẩm khá điển hình của một concerto với hình thức sonata được biến đổi. Chương nhạc kết thúc với một đoạn chuyển giọng khiến chương không kết trọn, thay vào đó là một đoạn kèn hiệu và piano tiếp nối giai điệu, đưa đến gần với tiếp giới của chương hai.

### Andante
Mở đầu bằng những giai điệu trầm thấp, trữ tình của bộ dây, giọng Mi trưởng, piano nhanh chóng tiếp nối giai điệu. Chương nhạc được trải rộng, và đoạn giữa ở giọng Đô mang lại sự tương phản. Giai điệu mở đầu, được biến tấu, quay trở lại và kết thúc chương. Chương này chỉ có sự tham gia của bộ dây, flute, bassoon và cor ở dàn nhạc.

### Presto — Molto allegro e vivace
Mở đầu bằng tiếng kèn hiệu giọng La thứ (Presto), piano tham dự, với giai điệu bắt đầu tươi sáng, và đoạn rondo kết thúc - Molto allegro e vivace - bắt đầu. Chương nằm trong thể thức thông thường, điệp khúc được lặp lại và biến tấu. Một chủ đề từ chương một xuất hiện lại ở gần cuối, đem lại kết thúc bất ngờ và tươi vui cho tác phẩm.